# John Johnson III
John Johnson III (geboren am 19. Dezember 1995 in Hyattsville, Maryland) ist ein US-amerikanischer American-Football-Spieler auf der Position des Safeties. Er spielte College Football für das Boston College und spielt seit 2023 für die Los Angeles Rams, für die er bereits von 2017 bis 2020 aktiv war, in der National Football League (NFL). Zwischenzeitlich stand Johnson zwei Jahre lang bei den Cleveland Browns unter Vertrag.

## College
Johnson besuchte die Northwestern High School in seiner Heimatstadt Hyattsville, Maryland und spielte dort Basketball und American Football auf mehreren Positionen. Ab 2013 ging er auf das Boston College, um für die Boston College Eagles College Football zu spielen. Als Freshman sah er Einsatzzeit als Cornerback und in den Special Teams, in seinem zweiten Jahr am College spielte er in acht Spielen, davon in zwei von Beginn an, und verpasste fünf Partien wegen einer Armverletzung. In seinen letzten beiden Spielzeiten am Boston College war er Stammspieler auf der Position des Safeties. Insgesamt kam Johnson in vier Jahren für die Eagles in 45 Partien zum Einsatz, dabei konnte er sechs Interceptions verzeichnen und 20 Pässe abwehren. Johnson nahm am Senior Bowl teil.

## NFL
Die Los Angeles Rams wählten Johnson im NFL Draft 2018 an 91. Stelle in der dritten Runde. Wegen einer Leistenverletzung verpasste er einen Teil der Saisonvorbereitung. Ab dem fünften Spieltag schaffte Johnson den Sprung in die Startaufstellung, in seinem ersten Spiel als Starter gelang ihm eine Interception gegen Russell Wilson. Johnson kam in allen 16 Spielen der Regular Season zum Einsatz. In seine zweite NFL-Saison ging er als Stammspieler. In 16 Spielen fing Johnson vier Interceptions. Darüber hinaus konnte er im NFC Championship Game gegen die New Orleans Saints in der Overtime einen Pass von Drew Brees abfangen, woraufhin die Rams durch ein Field Goal gewinnen und in den Super Bowl LIII einziehen konnten. Im Super Bowl unterlagen die Rams den New England Patriots mit 3:13.
Wegen einer Schulterverletzung verpasste Johnson den Großteil der Saison 2019. In der Spielzeit 2020 bestritt Johnson alle 16 Spiele der Regular Season als Starter und verzeichnete dabei eine Interception.
Im März 2021 unterschrieb Johnson einen Dreijahresvertrag über 33,75 Millionen Dollar, davon 24 Millionen garantiert, bei den Cleveland Browns. Am 15. März 2023 wurde Johnson von den Browns entlassen.
Am 7. August 2023 nahmen die Los Angeles Rams Johnson erneut unter Vertrag. Im Juli 2024 unterschrieb er für ein weiteres Jahr bei den Rams.

### NFL-Statistiken
| Saison                             | Saison | Spiele | Spiele      | Tackles | Tackles | Tackles | Tackles | Interceptions | Interceptions | Interceptions | Interceptions | Interceptions | Interceptions | Fumbles | Fumbles | Fumbles |
| Jahr                               | Team   | Spiele | als Starter | Gesamt  | Solo    | Att     | Sacks   | PD            | INT           | Yds           | Lng           | TD            | FF            | FR      | Yds     |         |
| ---------------------------------- | ------ | ------ | ----------- | ------- | ------- | ------- | ------- | ------------- | ------------- | ------------- | ------------- | ------------- | ------------- | ------- | ------- | ------- |
| 2017                               | LAR    | 16     | 11          | 75      | 56      | 19      | 0,0     | 11            | 1             | 69            | 69            | 0             | 0             | 0       | 0       |         |
| 2018                               | LAR    | 16     | 16          | 119     | 82      | 37      | 0,0     | 11            | 4             | 46            | 35            | 0             | 1             | 0       | 0       |         |
| 2019                               | LAR    | 6      | 5           | 51      | 24      | 27      | 0,0     | 2             | 2             | 0             | 0             | 0             | 0             | 1       | 0       |         |
| 2020                               | LAR    | 16     | 16          | 105     | 73      | 32      | 0,0     | 8             | 1             | 0             | 0             | 0             | 0             | 0       | 0       |         |
| 2021                               | CLE    | 15     | 15          | 61      | 37      | 24      | 0,5     | 5             | 3             | 31            | 31            | 0             | 1             | 0       | 0       |         |
| 2022                               | CLE    | 17     | 17          | 101     | 70      | 31      | 0,5     | 4             | 1             | 0             | 0             | 0             | 2             | 2       | 0       |         |
| 2023                               | LAR    | 17     | 8           | 42      | 24      | 18      | 0,0     | 6             | 2             | 44            | 42            | 0             | 0             | 0       | 0       |         |
| 2024                               | LAR    | 2      | 1           | 8       | 4       | 4       | 0,0     | 1             | 1             | 0             | 0             | 0             | 0             | 0       | 0       |         |
| Gesamt                             | Gesamt | 105    | 89          | 562     | 370     | 192     | 1,0     | 48            | 15            | 190           | 69            | 0             | 4             | 2       | 0       |         |
| Quelle: pro-football-reference.com |        |        |             |         |         |         |         |               |               |               |               |               |               |         |         |         |